# مجتمع أوديهام الفلاحي

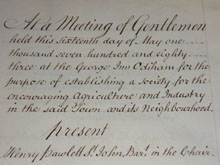
دقائق اتخذت في تأسيس مجتمع أوديهام الفلاحي، التي لعبت دورًا محوريًا في تأسيس المهنة البيطرية في إنجلترا.

مجتمع أوديهام الفلاحي (بالإنجليزية: Odiham Agricultural Society)‏ في 16 ماي 1783، تم افتتاح مجتمع أوديهام الفلاحي، كمجتمع لتشجيع الزراعة والصناعة في مدينتهم وجوارهم. كانت نتيجة أنشطة وتأثير بعض أعضائها الرئيسيين أكثر أهمية من خلال تأسيس المهنة البيطرية في بريطانيا.